# Загальна порада людському роду, і перш за все вченим і благочестивим властителям Європи, про виправлення людських справ
«Загальна порада людському роду, і перш за все вченим і благочестивим властителям Європи, про виправлення людських справ» — праця Яна Амоса Коменського і однойменний висунутий ним проект єдиної Європи.

## Історія написання праці
«Загальна порада людському роду, і перш за все вченим і благочестивим властителям Європи, про виправлення людських справ» (лат. «De rerum humanorum eraendatione consultatio catholica ad genus humanum ante alios vero ad Eruditos, Religiosos Potentes Europae») — капітальна семитомна праця видатного чеського вченого і філософа Я. А. Коменського про реформу людського суспільства, над якою він працював впродовж 1643—1670 рр. На жаль, автору не вдалося закінчити свою грандіозну програму і розповісти про неї сучасникам. Перші дві частини праці були опубліковані в 1662, рукописи інших п'яти частин знайдені в 30-х рр. ХХ ст. Повністю праця була опублікована латинською мовою в Празі в 1966 р.
Ян Амос Коменський розробив загальну програму перетворення людського суспільства заради знищення феодального ладу та породжених ним воєн. Він стверджує, що слід прагнути до взаємопорозуміння й миру в Європі, викорінюючи будь-які прояви конфліктів (суперечки, ненависть, несправедливість, гоніння), коріння яких в різниці у поглядах. філософ пропонує три шляхи, щоб замінити нелюдяність людяністю: засновуватися на розумі, а не на почуттях, і пробачити колишні образи; проявляти взаємну терпимість (кожному треба надати право вільно висловлювати власні погляди і спокійно займатися власною справою); прийти до взаємного примирення . Держави повинні слідувати цьому планові і діяти разом, мирними засобами.
Для досягнення миру та єдності необхідне «взаємне виправлення», якому повинно підпорядковуватися «все, що пов'язує нас із речами, людьми, богом, іншими словами, освіта, політика, релігія. і повинні бути виправлені всі стани, віки, статі, народи, щоб, якщо можливо, не залишилося й сліду зіпсованості» . Виправленням повинні займатися всі люди разом і домогтися появи нової філософії, нової релігії, нової політики, заснованих на законах всезагальності, простоти й добровільності.
Філософія, політика і релігія знищать можливі недоліки, безглуздя, збочення, і тоді «проствітлені уми отримають можливість збиратися, разом шукати істину та прищеплювати її людській думці; священослужителі — направляти душі до бога; політики — зберігати повсюди мир і спокій; усі разом будуть змагатися в тому, щоб кожен у своєму полі якнайкраще сприяв благу роду людського» . Необхідно обрати видатних людей («постійних стражів щасливо заведених порядків»), які будуть слідкувати за збереженням справедливо встановленим ладом. На думку Я. А. Коменського, кращим просвітителем буде не просто мудрий, а релігійний і сильний; кращим правителем — мудрий і той, що шанує бога, а не просто сильний без мудрості й віри.
Я. А. Коменський вважає правильним створити Трьохглавий третейський собор, де розбиратимуться суперечливі ситуації, які виникатимуть між просвітителями, священослужителями і світськими правителями. До складу собору входитимуть три трибунали. Собор світла (трибунал просвітителів) повинен займатися освітою народу, завдяки діяльності якого «всі самі побачать істину». Вселенська консисторія (церковний трибунал) буде опікуватися тим, «щоб вся земля і вся повнота її була передана богові». Судова палата (трибунал політиків) буде слідкувати, «щоб жоден з народів не піднімався проти іншого, щоб ніхто не наважився виступити з проповіддю війни чи виготовляв зброю» . Я. А. Коменський не уточнює кількість членів трибуналів і вважає, що можливо два, три і більше «найгідніших», серед яких оберуть голову, а з них — одного найгіднішого в Європі, одного — в Африці і т. д. Вони всі будуть «сенатом світу», наставниками людства. Вони можуть не збиратися разом, а подавати щорічні доповіді про свою роботу. Автор проекту пропонує раз на десять чи п'ятдесят років збиратися у певному місці на вселенський сейм для того, щоб всім винести рішення про все, поділитися один з одним результатами діяльності та запобігти появі тирана або пророка .
Першочерговим завданням будь-якої держави повинен стати нагляд за життям і поведінкою кожної людини і стану, щоб всі виконували свої обов'язки у справі зміцнення миру. «Відповідний собор держав міг би йменуватися також директорією держав світу, сенатом світу або ареопагом світу, а його члени — правителями світу (верховними суддями світу)» . Виконавча функція належить правителям, які перешкоджають виникненню нових воєн, бур, кровопролить і своєчасно знищують причини, що їх породжують. Правителі світу повинні своєчасно створити заморські колонії. Ратуші, сейми, трибунали кожного народу в своїй діяльності повинні керуватися законами справедливості, віротерпимості, рівності, забезпечуючи громадянам житло, захист і охорону. Багаті люди нехай присвятять себе наукам, щоб служити загальному благу, а бідні — живуть працею власних рук. Ті, хто вчинять інакше, будуть покарані. Я. А. Коменський стверджує: «Рушниці слід використовувати проти звірів, тоді як гармати слід перелити на дзвони, якими скликають народ, або на музичні інструменти» .

## Значення проекту
«Загальна порада людському роду» Я. А. Коменського є теоретичним проектом створення єдиної європейської держави з метою збереження загального миру і безпеки. Філософ проголосив принцип, згідно з яким народне благо повинно бути вищим законом кожної республіки і королівства, а рівність, віротерпимість, гласність і поділ влади мають бути основами майбутньої об'єднаної Європи і світу.